# Moechotypa semenovi
Moechotypa semenovi är en skalbaggsart som beskrevs av Heyrovský 1934. Moechotypa semenovi ingår i släktet Moechotypa och familjen långhorningar. Inga underarter finns listade i Catalogue of Life.